# Ukiah (Oregon)
Ukiah è una città degli Stati Uniti d'America situata nell'Oregon, nella Contea di Umatilla.